# Azuil Cardoso
Azuil Cardoso (1450 -?) foi um nobre do Reino de Portugal e o 8.º Senhor da Honra de Cardoso, localidade de São Martinho de Mouros, freguesia portuguesa do concelho de Resende.

## Relações familiares
Foi filho de Luís Vaz Cardoso (1430 -?), 7.º Senhor da Honra de Cardoso e de Leonor de Vasconcelos (c. 1430 -?) filha de Gonçalo Mendes de Vasconcelos “o Moço” (1360 -?) e de Maria Anes de Balazães (1400 -?). Foi casado por duas vezes, a primeira com Joana de Moura, filha de Fernão de Moura, senhor da Azambuja de quem teve:
1. Leonor Cardoso (1470 -?) casou com António Cardoso,
2. Isabel Vaz Cardoso (c. 1470 casou com Lopo Dias Rebelo, alcaide-mor de Santarém filho de Diogo Lopes Rebelo.

O segundo casamento foi com Isabel da Fonseca (1450 -?) filha de Fernão da Granja, alcaide-mor de Lamego e de Brites da Fonseca (1410 -?), de quem teve:
1. Vasco Cardoso (1480 -?), 9.º senhor da Honra de Cardoso casado com Joana de Meneses,
2. Leonor Cardoso casada com Luís Pinto da Fonseca,
3. Brites da Fonseca (1490 -?) casada com Francisco de Azevedo Magalhães,
4. Isabel Vasques Cardoso,
5. Bárbara Cardoso casada com João Barbedo de Melo,
6. Tristão Cardoso (c. 1480 -?), “o cavaleiro” casado com Branca de Almeida.